# Villarsiviriaux
Villarsiviriaux (Velâcheveryâ  en patois fribourgeois) est une localité et une ancienne commune suisse du canton de Fribourg, située dans le district de la Glâne.

## Histoire
Villarsiviriaux est un village groupé, situé sur le versant nord-ouest du Gibloux. Des vestiges d'un établissement romain ont été retrouvés à La Buchille. Les seigneurs de Villarsiviriaux sont attestés au XIIIe siècle. Dès le Moyen Âge, les abbayes d'Hauterive et d'Humilimont, ainsi que plusieurs familles (Billens, Maggenberg, de Pont, d'Affry) se partageaient des droits et des biens à Villarsiviriaux. En 1508, la seigneurie appartenait à Jean de Blonay. La localité fit partie du bailliage de Pont-Farvagny de 1488 à 1798, puis des districts de Romont de 1798 à 1803, de Farvagny de 1803 à 1848 et de la Glâne dès 1848. Les premiers statuts communaux remontent à 1765. Villarsiviriaux releva de la paroisse d'Orsonnens jusqu'en 1869 quand elle fut érigée en paroisse. Villargiroud et Villarsiviriaux délimitèrent leurs pâturages en 1581, le bornage de la frontière avec Sorens eut lieu en 1626. Le village est resté rural (agriculture, arboriculture au début du XXe siècle), il s'est concentré sur l'élevage (12 établissements en 2000).
Le 1er janvier 2001, l'ancienne commune de Villarsiviriaux fusionne avec ses voisines de Chavannes-sous-Orsonnens, Orsonnens et Villargiroud pour former la commune de Villorsonnens.

## Patrimoine bâti
La chapelle Saint-Théodule, mentionnée en 1483, fut agrandie vers 1790 pour devenir l'église paroissiale.

## Toponymie
1162 : Villar Severor
1233 : Villar Sewrioz
1238 : Vilarseverice
1278 : Villar Siverioux
1668 : Villar siviriaux

## Démographie
Villarsiviriaux comptait 179 habitants en 1850, 240 en 1900, 205 en 1950, 189 en 2000.